# 江智涛
江智涛（1973年4月—），男，汉族，广东河源人，中华人民共和国政治人物。现任广州市人民政府副市长，广东省政协常委。第十四届全国政协委员。